# Rizvo Pleh
Rizvo Pleh, bosansko-hercegovski general, * 17. april 1962.
Trenutno je namestnik Načelnika Združenega štaba Oboroženih sil Bosne in Hercegovine za operacije.